# Носачёв, Виктор Николаевич
Виктор Николаевич Носачёв — советский хозяйственный и государственный деятель, лауреат Государственной премии СССР за выдающиеся достижения в труде.

## Биография
Родился в 1947 году в Ростовской области. Член КПСС.
В 1968—1991 годах — водитель, бригадир водителей автомобилей автоколонны 1191 Северо-Кавказского территориального
транспортного управления.
В 1976 году при плане 108,8 тысячи тонн бригада В. Н. Носачёва 12 автопоездами перевезла 134,4 тысяч тонн народнохозяйственных грузов. Выработка на каждый автомобиль в 10 раз превысила отраслевую норму.
За инициативу в развитии соцсоревнования за повышение эффективности и качества работы на водном, автомобильном и ж/д порте был в составе коллектива удостоен Государственной премии СССР за выдающиеся достижения в труде 1977 года. Один из инициаторов бригадного подряда зерновозов в Ростовской области.
Делегат XXVI съезда КПСС.
Жил в Ростове-на-Дону.

## Награды
- Орден Ленина (1986)
- Орден Трудового Красного Знамени